# Thorsten Margis
Thorsten Margis, född 14 augusti 1989, är en tysk bobåkare. Han blev olympisk mästare i tvåmanna tillsammans med Francesco Friedrich vid olympiska vinterspelen 2018 i Pyeongchang i Sydkorea, guldet delades med Kanada.
Margis deltog även vid olympiska vinterspelen 2014.